# Edmond Vergnet
Edmond Vergnet (4 juillet 1850, Montpellier - 15 février 1904, Nice) est un ténor d'opéra français.

## Biographie
Edmond Alphonse Jean Vergnet naît le 4 juillet 1850 à Montpellier,. 
Il étudie au Conservatoire de Paris, où il obtient en 1874 un 1er prix de chant, un 1er prix d'opéra et un 2d prix d'opéra-comique. 
Vergnet fait ses débuts professionnels à l'Opéra de Paris en 1874 dans le rôle de Raimbaut dans Robert le diable de Giacomo Meyerbeer. Il continue à y chanter des rôles principaux de ténor pendant de nombreuses années, notamment le rôle-titre dans Faust de Charles Gounod, Léopold dans La Juive de Fromental Halévy, Ruodi dans Guillaume Tell de Gioachino Rossini, Laertes dans Hamlet d'Ambroise Thomas, Don Ottavio dans Don Giovanni de Wolfgang Amadeus Mozart, Fernand dans La favorite de Donizetti, Max dans Der Freischütz de  Carl Maria von Weber, Alim dans Le roi de Lahore de Jules Massenet, Jean de Leyde dans Le prophète de Giacomo Meyerbeer, Vasco da Gama dans L'Africaine de Meyerbeer, Samson dans Samson et Dalila de Camille Saint-Saëns et le rôle-titre dans Lohengrin de Richard Wagner,. 
Au Théâtre de la Monnaie de Bruxelles, Edmond Vergnet incarne Jean dans la première mondiale d'Hérodiade de Massenet (1881) et Shahabarim dans Salammbô d'Ernest Reyer (1890). 
À Covent Garden (1881-1882), il se produit dans les rôles de Radames, Faust, Belmonte et Wilhelm Meister. 
En 1883, il crée Admète dans Déjanice d'Alfredo Catalani à la Scala de Milan. 
À l'Opéra de Monte-Carlo (1884-1889), Vergnet chante Riccardo dans Un ballo in maschera de Giuseppe Verdi, le rôle titre dans Fra Diavolo, Raoul de Nangis dans Les Huguenots, Edgardo dans Lucia di Lammermoor de Donizetti, le duc de Mantoue dans Rigoletto de Verdi, Gérald dans Lakmé de Léo Delibes, Florestan dans Fidelio de Beethoven, Zarastra lors de la première mondiale de Le Mage de Massenet (1891) et Dominique lors de la première mondiale de L'attaque du moulin d'Alfred Bruneau à l'Opéra-Comique (1894). 
À la fin de sa carrière, retiré de la scène, il est professeur de chant au Conservatoire de Paris (1897-1904). Il compte notamment parmi ses élèves Charles Rousselière (en)[réf. souhaitée].
Edmond Vergnet meurt le 15 février 1904 à Nice,. Il est inhumé au cimetière du Père-Lachaise (division 62).